# Phytoecia virgula
Phytoecia virgula là một loài bọ cánh cứng trong họ Cerambycidae.